# Estación de Pilgramgasse
La estación de Pilgramgasse es una estación de la línea 4 del metro de Viena. Se encuentra en el distrito V. Tiene conexiones con las líneas de autobús 12A, 13A y 14A.
- Datos: Q873079
- Multimedia: Pilgramgasse metro station / Q873079